# Droga wojewódzka 638
Die Droga wojewódzka 638 (DW 638) ist eine vier Kilometer lange Droga wojewódzka (Woiwodschaftsstraße) in der polnischen Woiwodschaft Masowien, die Sulejówek mit Wesoła verbindet. Die Strecke liegt im Powiat Miński und in der Kreisfreien Stadt Warszawa.

## Streckenverlauf
Woiwodschaft Masowien, Powiat Miński
-  Sulejówek (DW 637)

Woiwodschaft Masowien, Kreisfreie Stadt Warszawa
-  Wesoła (DK 2)